# Kiks
En kiks er et lille, tørt og sprødt stykke bagværk af groft eller fint mel. Kiks kan spises uden pålæg – eller med ost, smør og en delikatesse som
kaviar. Udover almindelige kiks findes der mange forskellige slags, f.eks. chokoladekiks og fuldkornskiks.
Kiks er ingrediens i flere kager som kiksekage og ostekage (cheesecake).
Kiks spises i flere kulturer, og kan også indeholde andre ingredienser end kornmel. Riskiks er udbredte, ligesom krupuk (friturestegte kiks med bl.a. rejer og krydderier) er populære i Sydøstasien.

## Tudekiks
Udtrykket Tudekiks er et begreb, om kiks der trøstespises oven på en ubehagelig oplevelse. Begrebet anvendes som regel i en hånlig sammenhæng, hvor en person kan blive opfordret til at tage en tudekiks i stedet for at være forurettet over en (mindre) ting, der er gået personen imod.